# Crystal Tower (Amsterdam)

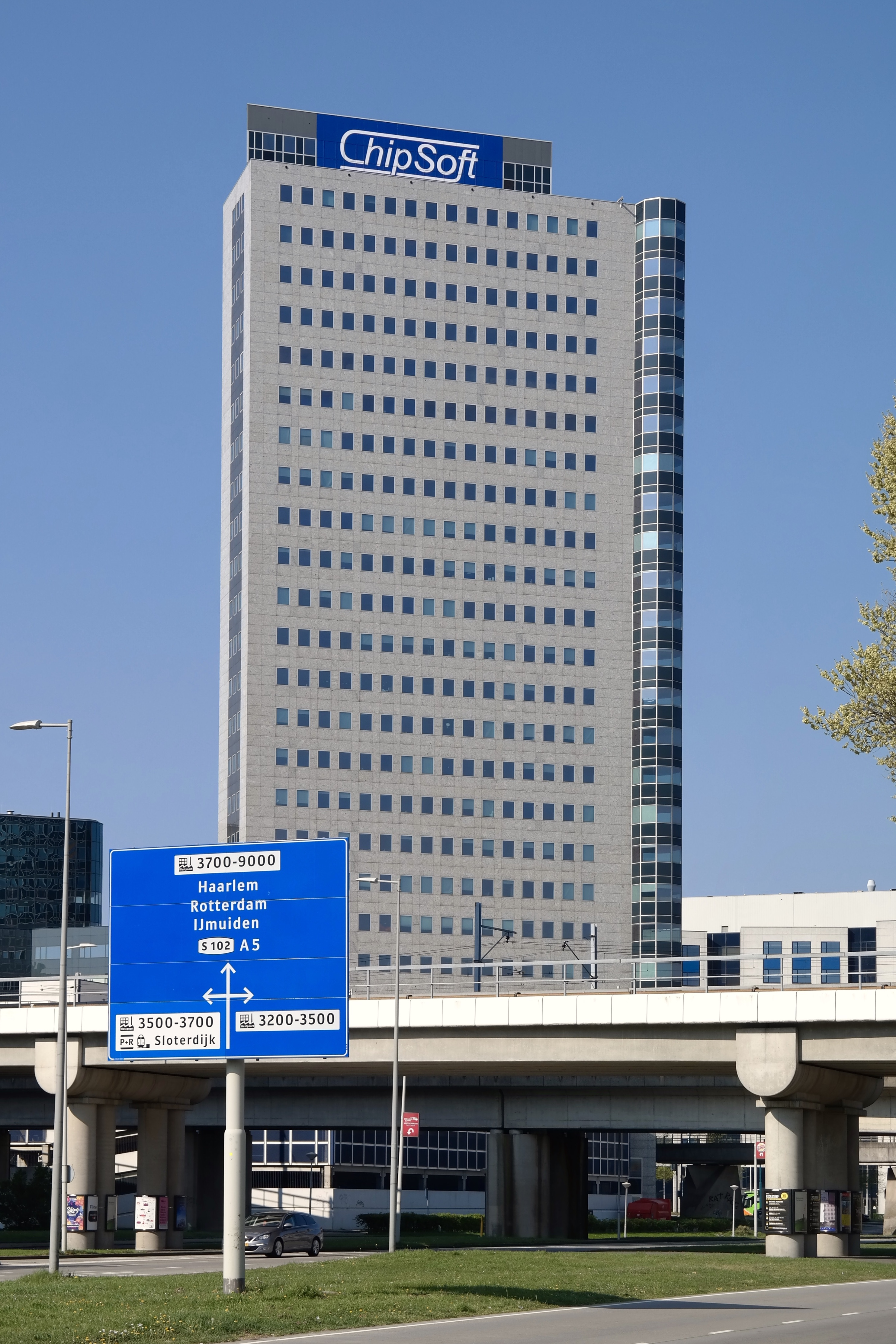
Crystal Tower vanuit het noordwesten (2022)

De Crystal Tower is een kantoorgebouw in Westpoort, wijk Teleport, in Amsterdam nabij station Sloterdijk. Met 95 m behoort de kantoortoren tot de veertien hoogste gebouwen van Amsterdam. Deze toren aan de skyline deed aan de buitenkant ook dienst als de toren van het fictieve bedrijf Sanders Inc. in de soapserie Goede tijden, slechte tijden.
Rembrandttoren · Mondriaantoren · Y-Towers · Amsterdam Symphony · WTC H Toren · ABN AMRO-hoofdkantoor · Amstel Tower · Ito-toren · Valley · Millennium Tower · Crystal Tower · The Sharing Tower · Teleport Tower · Viñoly · Breitnertoren · Oval Tower · The Rock · Pontsteiger · La Guardia Plaza · Cross Towers · New Amsterdam · UNStudio Tower · Boekhuis · IJ-toren · A'DAM Toren · Hourglass · Vivaldigebouw · Okura Hotel · 900 Mahler · De Nederlandsche Bank · Xavier · De Spakler